# Мелані Кляйн
Ме́лані Кляйн (нім. Melanie Klein; 30 березня 1882, Відень — 22 вересня 1960, Лондон) — британська психоаналітикиня австрійського походження, яка стояла біля витоків дитячого психоаналізу, ігрової психоаналітичної терапії і теорії об'єктних відносин.

## Життєпис

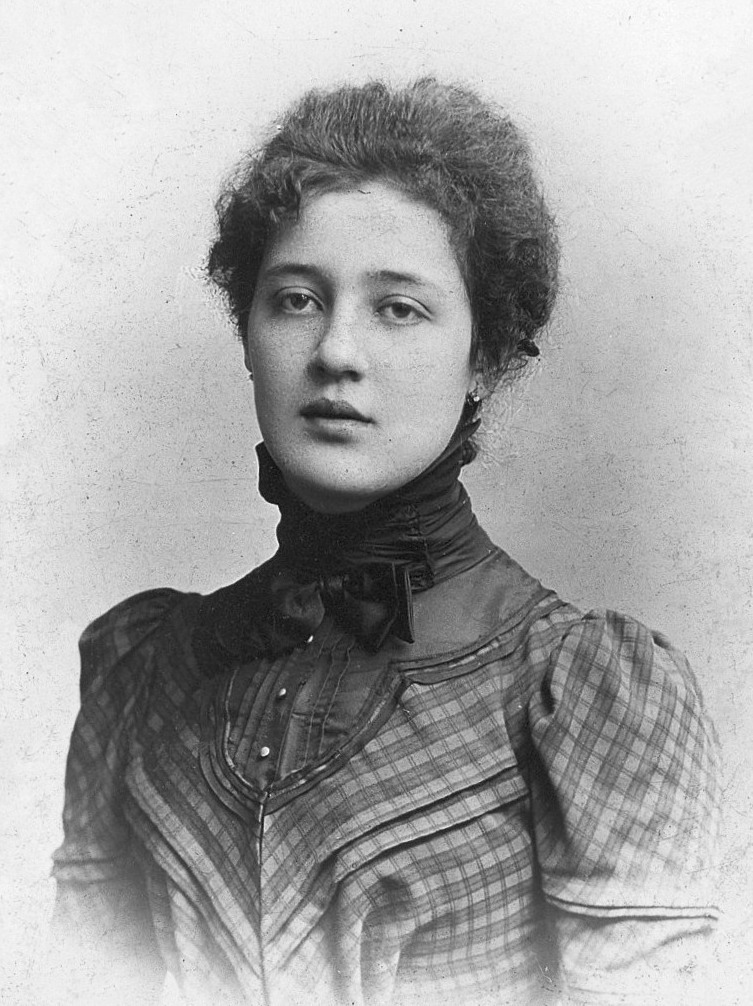
Мелані Кляйн, близько 1900 року

Мелані Кляйн народилася 30 березня 1882 року у Відні, наймолодшою із 4 дітей в єврейській родині лікаря Моріца Райзеса і Любуші Дейч.
Із захопленням ставилася до незалежного духу і наукових поглядів свого батька, проте їх відносини ніколи не були близькими головним чином через понад 50-літню різницю у віці. Ближче до Мелані була мати — освічена жінка.
В 14 років Мелані вирішила присвятити себе медицині. Підготувавшись із допомогою брата, склала вступні іспити до Віденської гімназії — єдиного в місті навчального закладу, що готував до вступу в університет.
В юності Мелані входила до гуртка інтелігентної молоді, котра цікавилася філософією, наукою, літературою, мистецтвом. Протягом двох років вона вивчала гуманітарні науки у Віденському університеті. Мріяла отримати медичну освіту, однак шлюб, життя в невеликих провінційних містечках і народження дітей перешкодили мрії.
Лише оселившись в 1910 р. в Будапешті, Кляйн знову поринула в інтелектуальну атмосферу великого міста і незабаром зацікавилася психоаналізом, приєднавшись до психоаналітичного гуртка Шандора Ференці і пройшовши у нього особистий аналіз.
Запрошення до Берліна в 1921 р. збіглося з від'їздом чоловіка Кляйн в чергове тривале відрядження до Швеції. Не бажаючи їхати з ним, Кляйн віддала перевагу своїм професійним інтересам. Це розставання стало наслідком хронічного відчуження в подружжі і за кілька років завершилось офіційним розлученням.
У 1960 р. після перенесеної операції Мелані Кляйн померла від емболії легеневої артерії.

## Психоаналітична кар'єра
Випадково до рук Кляйн потрапила книга Фройда «Тлумачення сновидінь», перше видання якої мали лише кількасот людей. Саме в психоаналізі, що підкупив її глибиною проникнення в суть людських проблем, Кляйн бачила можливість вирішення власних проблем, що періодично загострювалися під тиском нещасливого шлюбу. У Будапешті тоді практикував Шандор Ференці, що і виступив її психоаналітиком, причому лікувальний аналіз Кляйн плавно переріс у дидактичний. Згодом Кляйн згадувала, що хоча Ференці, безумовно, допоміг їй освоїти основи аналітичної майстерності, в цілому його аналізом вона залишилася не задоволена.
У 1917 р. Кляйн знайомиться з Фройдом у Будапешті, 5-му Міжнародному Конгресі, зустрічі Угорського та Австрійського психоаналітичних товариств.
В 1919 р. вступає в Угорське психоаналітичне товариство, представивши доповідь «Про розвиток однієї дитини». Кляйн сама зробила спробу аналізу, скориставшись для цього найдоступнішим в її положенні пацієнтом — власним сином.
У 1920 р. Мелані Кляйн, на конгресі в Гаазі, познайомилася з Карлом Абрахамом, особистість і ідеї якого справили на неї велике враження.
У 1921 р. Кляйн на запрошення Абрахама переїхала до Берліна, де почала практикувати психоаналіз не тільки з дітьми, але й з дорослими. Заступництво Абрахама допомогло її успіхам. Карл Абрахам, будучи одним з піонерів психоаналітичного руху за межами Відня, мав становище в аналітичному співтоваристві. У період спілкування з Кляйн Абрахам був президентом Міжнародної психоаналітичної асоціації, і ця обставина не могло не позначитися на професійному просуванні його протеже.
У 1926 р. Кляйн переїхала до Великої Британії (Джонс запросив її прочитати кілька лекцій з дитячого аналізу в Англії). У 1927 р. вона остаточно перебралася до Англії, ставши першою аналітикинею з континенту серед членів Британського психоаналітичного товариства. У Британії клінічна і теоретична робота Кляйн досягла розквіту і отримала широке визнання, з'явилися численні учні, вийшли в світ основні статті та книги.
У 20—30-ті рр. Британське психоаналітичне товариство великою мірою вже сформувало оригінальний підхід до теорії і практики психоаналізу. З часом ця обставина стала однією з найважливіших причин виникнення конфліктів між британськими та віденськими психоаналітиками. Протистояння двох шкіл психоаналізу максимально загострилося після переїзду Кляйн в Лондон. У цей час Кляйн почала активно впроваджувати ігрову техніку в практику дитячого аналізу, ставши безумовною піонеркою цього напрямку.
Після Другої світової війни Кляйн переважно практикувала навчальний аналіз і супервізію, відмовившись від активної ролі в житті Британського психоаналітичного суспільства. Чимраз більше уваги вона приділяла теоретичним питанням. У 1951 р. виходить її робота «Заздрість і подяка», а в 1961 р., вже посмертно, — «Опис аналізу дитини». В останній рік життя Кляйн продовжувала теоретичні психоаналітичні вишукування (робота про трилогії Есхіла «Орестея»).

## Наукове вчення
Свою роботу сама Кляйн розцінювала як розвиток теорії і методу Фройда. Вона була однією з небагатьох психоаналітиків, хто без вагань підтримали найбільш суперечливу доктрину Фройда, що стосувалася інстинкту смерті. Кляйн знаходила прояви даного інстинкту в ранньому віці, що в ортодоксальних фройдистів викликало неприйняття. Контроверсивною ідеєю Кляйн стало уявлення про виникнення едіпового комплексу в більш ранньому віці, ніж це передбачав Фройд.
У своїй теорії розвитку Кляйн виходила з того, що у дитини із самого початку діють два основних потяги: любовно-сексуальний і руйнівно-агресивний. Его немовляти, що тільки ще з'являється, вирішує завдання не лише взаємодії із зовнішнім світом, але й оволодіння цими інстинктами, причому сам процес розвитку проходить завдяки взаєминам дитини з її першими об'єктами — материнськими грудьми, а потім матір'ю. Поглинаючи їх, ідентифікуючи з первинними об'єктами і з виникаючими з ними об'єктними відносинами, дитина будує свій внутрішній світ, опановує потяги.
За Кляйн, процес інтеграції Его, розвитку його захисних механізмів, процес становлення і розвитку об'єктних відносин проходить через дві стадії, які, однак, не мають чіткої хронологічної прив'язки і можуть існувати протягом всього життя людини як позиції, які відображають її ставлення до себе і навколишнього світу: параноїдну-шизоїдну і депресивну.
- Для параноїдно-шизоїдної позиції характерна відсутність інтеграції Его і об'єктів, які розділені на хорошу і погану частини. Це необхідно для того, щоб зберегти гарний об'єкт, гарного себе і хороші відносини між ними від атаки з боку агресивно-руйнівних частин своєї особистості, які дитина ще не в змозі контролювати. Основними захисними механізмами є розщеплення себе і об'єкта і, як наслідок, різкі і зовні не вмотивовані зміни в почуттях і поведінці відносно себе та інших людей на протилежні, і проєктивна ідентифікація, тобто проєкція на об'єкт нестерпних в собі почуттів, бажань, намірів, і одночасно ідентифікація з цим «збагаченим» своїми проєкціями об'єктом, що призводить до порушення меж між собою і об'єктом, і відчуття зовнішнього об'єкта як поганого, що переслідує частини себе і навпаки. Фіксація на параноїдно-шизоїдній позиції притаманна хворим, що страждають психозами або важкими прикордонними або нарцисичними розладами[2].
- Депресивна позиція.

Серед послідовників Мелані Кляйн були такі психоаналітики(-ні), як Герберт Розенфельд, Вільфред Біон, Бетті Джозеф, Ханна Сігал, Дональд Мельцер, Рождер Мані-Керл.

## Праці
- Gesammelte Schriften, Frommann-Holzboog, Stuttgart
  1. Schriften 1920—1945, Teil 1, 1995, ISBN 3-7728-1674-6
  2. Schriften 1920—1945, Teil 2, 1996, ISBN 3-7728-1675-4
  3. Die Psychoanalyse des Kindes, 1997, ISBN 3-7728-1676-2
  4. Schriften 1946—1963, 2000, ISBN 3-7728-1677-0
  5. Darstellung einer Kinderanalyse, Teil 1, 2002, ISBN 3-7728-1678-9
  6. Darstellung einer Kinderanalyse, Teil 2, 2002, ISBN 3-7728-1691-6
- Melanie Klein: « Ein Kind entwickelt sich. Methoden und Technik der Kinderpsychoanalyse». Kindler, München 1981.
- Melanie Klein: «Die Psychoanalyse des Kindes». Kindler, München 1973.
- Melanie Klein: «Der Fall Richard. Das vollständige Protokoll einer Kinderanalyse, durchgeführt von Melanie Klein». Kindler, München 1975.
- Melanie Klein: Das Seelenleben des Kleinkindes und andere Beiträge zur Psychoanalyse. Klett-Cotta, Stuttgart 2001, ISBN 3-608-95107-5
- Melanie Klein, Joan Riviere: Seelische Urkonflikte. Liebe, Hass und Schuldgefühl. Fischer Wissenschaft, Frankfurt/M, 1992.
- Melanie Klein: «Love, Guilt and Reparation and other works 1921—1945». Vintage, 1998.

## Німецькомовна література
- Elizabeth Bott Spillius (Hrsg.): Melanie Klein heute. Entwicklungen in Theorie und Praxis. 2 Bände. 3. Auflage. Klett-Cotta, Stuttgart 2002.
  1. Beiträge zur Theorie. ISBN 3-608-95985-8.
  2. Anwendungen. ISBN 3-608-95986-6.
- Ronald Britton, Michael Feldman, Edna O'Shaugnessy: Der Ödipuskomplex in der Schule Melanie Kleins. Klinische Beiträge. Klett-Cotta, Stuttgart 1998.
- Robert Caper: Seelische Wirklichkeit. Von Freud zu Melanie Klein. Klett-Cotta, Stuttgart 2000.
- Claudia Frank: Melanie Klein in Berlin. Her First Psychoanalyses of Children. Routledge, London 2009.
- Claudia Frank, Heinz Weiß (Hrsg.): Kleinianische Theorie in klinischer Praxis. Klett-Cotta, Stuttgart 2002.
- Robert D. Hinshelwood: Die Praxis der kleinianischen Psychoanalyse. Verlag Internationale Psychoanalyse, Stuttgart 1997.
- Robert D. Hinshelwood: Wörterbuch der kleinianischen Psychoanalyse. 2. Auflage. Klett-Cotta, Stuttgart 2004.
- Phyllis Grosskurth: Melanie Klein, ihre Welt und ihr Werk. Verlag Internationale Psychoanalyse, Stuttgart 1993, ISBN 3-608-95902-5 (ausführliche Biographie mit Werkverzeichnis).
- Pearl King, Ricardo Steiner (Hrsg.): Die Freud/Klein-Kontroversen 1941—1945. 2 Bände. Klett-Cotta, Stuttgart 1991.
- Julia Kristeva: Das weibliche Genie Melanie Klein: Das Leben, der Wahn, die Wörter. Psychosozial, Gießen 2008.
- Karl und Ruth Mätzler (Hrsg.): Sexualität in der kleinianischen Psychoanalyse (= Veröffentlichungen des Klein-Seminars Salzburg. Band 1). Kimmerle-Diskord, Tübingen 2005, ISBN 3-89295-753-3.
- Isca Salzberger-Wittenberg: Psychoanalytisches Verstehen von Beziehungen. Ein Kleinianischer Ansatz. Facultas, Wien 2002.
- Hanna Segal: Melanie Klein. Eine Einführung in ihr Werk. Kimmerle-Diskord, Tübingen 2004 ISBN 3-89295-742-8 (Einführung in das Werk durch eine enge Schülerin Kleins).
- Elisabeth Vorspohl: Melanie Klein In: Hans Erler u. a. (Hrsg.): «Meinetwegen ist die Welt erschaffen.» Das intellektuelle Vermächtnis des deutschsprachigen Judentums. 58 Portraits. Campus, Frankfurt am Main 1997, ISBN 3-593-35842-5, S. 179—185.
- Nicholas Wright: Mrs. Klein. Nick Hern Books, London 2009 (Bühnenstück, das im Frühjahr 1934 spielt und sich auf die drei Protagonistinnen Melanie Klein, ihre Privatsekretärin Paula Heimann und ihre Tochter Melitta fokussiert).

## Англомовна література
- Phyllis Grosskurth, Melanie Klein: Her World and Her Work, Alfred A. Knopf, Inc., 1986, ISBN 1-56821-445-6